# Guaycurú
Les Guaycurús sont une famille de peuples amérindiens d'origine patagonienne qui habitent la region du Gran Chaco en Argentine, mais on les rencontre également en Bolivie, au Paraguay et au Brésil. 
Font partie de cette famille, les peuples Mocoví, Toba, Pilagá et Caduveo. Jadis on incluait également dans ce groupe les Abipones aujourd'hui éteints, les Mbayás et les Payaguás.
Le nom de Guaycurús a son origine dans l'appellation péjorative de guaykurú donnée par les Guaranís à une partie des Mbayás du Paraguay, appellation qui ultérieurement s'est étendue à toute la famille et qui signifie approximativement sauvage, barbare.
Physiquement, comme la majorité des Amérindiens pampides, ils sont de taille élevée (1,80 mètre pour les hommes) et robustes, ils ont le nez aquilin et la peau foncée. Leur constitution est forte, avec des jambes musclées et de larges épaules. 
Historiquement, ils sont d'excellents chasseurs.